# Fehmii
Fehmii is een kevergeslacht uit de familie van de boktorren (Cerambycidae). De wetenschappelijke naam van het geslacht werd voor het eerst geldig gepubliceerd in 2006 door Özdikmen.

## Soorten
Fehmii is monotypisch en omvat slechts de volgende soort:
- Fehmii perrieri (Fairmaire, 1900)